# Johan Adam Joseph Faber
Johan Adam Joseph Faber (ook wel Jean Adam Joseph Faber) was een 18e-eeuwse organist en koordirigent in en rond Antwerpen.
Hij was rond 1725 de organist van de Onze-Lieve-Vrouwekathedraal te Antwerpen. Van hem is tevens een mis bekend voor achtstemmig koor, twee violen, een cello, een hobo, twee basso continuo’s (orgel en contrabas). Ook een andere mis ("Maria Assumpta", met klarinet, twee fluiten en klavecimbel) is van zijn hand, het was een bijzonderheid want de klarinet was toen nog een nieuw muziekinstrument uitgevonden rond 1700. Beide werken bevinden zich in manuscriptvorm in de genoemde kathedraal. Hij zou ook zangkwaliteiten hebben gehad als koorzanger.
- Gemeinsame Normdatei: 138005249
- MusicBrainz: 6c544ed0-d62b-4e82-951c-7abc0361fb65
- Nationale Bibliotheek van Tsjechië: pna20201095023
- Virtual International Authority File: 13160975658217281909